# Weischlitz
Weischlitz là một đô thị thuộc huyện Vogtland, bang Sachsen, Đức. Đô thị Weischlitz có diện tích 33,1 km², dân số thời điểm ngày 31 tháng 12 năm 2006 là 3541 người.